# Explozie informațională
Explozia informațională se referă la creșterea rapidă a cantității de informații sau date publicate și la efectele acesteia. Pe măsură ce cantitatea de date disponibile crește, gestionarea informațiilor devine mai dificilă, ceea ce poate duce la o suprasolicitare informațională. Versiunea online a dicționarului englez Oxford precizează utilizarea expresiei suprasolicitare infomațională într-un articol din martie 1964 al revistei New Statesman. Ziarul New York Times a folosit pentru prima dată această sintagmă în conținutul său editorial, în cadrul unui articol scris de Walter Sullivan pe 7 iunie 1964, în care acesta descria expresia ca fiind „mult discutată” (p. 11). Cea mai timpurie utilizare a expresiei pare să fi apărut pe 30 aprilie 1961, într-un supliment publicitar IBM (International Business Machines), care însoțea ziarul New York Times. De asemenea, Frank Fremont-Smith, director al Programului Interdisciplinar de Conferințe din cadrul Institutului American de Științe Biologice, menționează suprasolicitarea informațională într-un articol din aprilie 1961, aparținând buletinului informativ al institutului (p. 18).
Această creștere rapidă a cantității de informații disponibile poate fi observată în asistența medicală, în supermarketuri și chiar în guverne, care dețin informații despre certificate de naștere și fișe ale vaccinărilor. Un alt domeniu care este afectat de acest fenomen este jurnalismul. O astfel de profesie, care în trecut era responsabilă pentru diseminarea informațiilor, poate fi suprimată de suprasolicitarea informațională de astăzi.
Încă din anii '70 au existat tehnici de colectare a datelor dintr-o supraabundență de informații electronice (de exemplu, fuziunea datelor poate fi de ajutor în cadrul extragerii de cunoștințe din date). O altă tehnică folosită pentru a face față unei astfel de cantități de informații este cercetarea calitativă. Astfel de abordări vizează organizarea, sintetizarea, clasificarea și sistematizarea informațiilor pentru ca acestea să fie mai ușor de folosit și mai ușor de căutat.

## Tipare de creștere a numărului de informații
- Capacitatea tehnologică mondială de stocare a informației a crescut de la 2,6 exabiți (optim comprimați)  în 1986 la 15,8 în 1993, și de la peste 54,5 în 2000 la 295 Eb (optim comprimați) în 2007. Acest fapt ar fi reprezentat echivalentul a mai puțin de un CD-ROM de 730 MB per persoană în anul 1986 (539 MB per persoană), aproximativ 4 CD-ROM-uri per persoană în 1993, 12 CD-ROM-uri per persoană în anul 2000 și aproape 61  de CD-ROM-uri per persoană în 2007. Dacă, în mod imaginar, am aduna cele 404 de miliarde de CD-ROM-uri din 2007, am putea crea un teanc de CD-ROM-uri care sa aibă o înălțime egală cu distanța dintre Pământ și Lună și încă un sfert din această distanță (fiecare CD având o grosime de 1,2 mm)[9].
- Capacitatea tehnologică mondială de a primi informații prin intermediul rețelelor de transmisie unidirecțională a fost de 432 exabiți (optim comprimați) de informație în 1986, 715 Eb (optim comprimați) în 1993, 1.200 Eb (optim comprimați) în 2000 și 1.900 Eb în 2007.
- Capacitatea efectivă a lumii de a face schimb de informații prin rețele de telecomunicații bidirecționale a fost de 0,281 Eb (optim comprimați) de informație în 1986, 0,471 Eb în 1993, 2,2 Eb în 2000 și 65 Eb (optim comprimați) în 2007.

Un nou sistem de măsurare utilizat în încercarea de a evalua creșterea informațiilor la nivel de individ este stocarea pe disc per persoană, care se măsoară în megabiți / persoană (unde un megabit este echivalentul a 10 6 biți și este abreviat MB). Global DSP (Disk Storage per Person) este spațiul total pe disc rigid (în MB) al unităților noi vândute într-un an împărțit la populația lumii din acel an. Metrica GDSP reprezintă o modalitate brută de a determina cantitatea de stocare pe disc care ar putea fi folosită pentru a strânge date la nivel de individ despre populația lumii. În 1983, în întreaga lume au fost vândute un milion de unități fixe cu un total estimat de 90 terabiți; unitățile de 30 MB au avut cel mai mare segment de piață. În 1996, s-au vândut 105 de milioane de unități (echivalentul a 160.623 terabiți), unitățile de 1 și 2 gigabiți guvernând industria. Unitățile de 20 GB se aflau în fruntea industriei și se estima că discurile rigide vândute pentru anul în curs vor ajunge la un total de  2.829.288 terabiți. Se preconiza și că vânzările de discuri rigide vor ajunge la 34 de miliarde de dolari în 1997.
Conform Latanyei Sweeney, astăzi există trei tendințe în colectarea de date:
Tipul 1. Extinderea numărului de câmpuri colectate, tendință cunoscută sub numele de „colectează mai mult”.
Tipul 2. Înlocuirea datelor globale, deja existente, cu date specifice, tendință numită și „colectează în mod specific”.
Tipul 3. Strângerea informațiilor prin începerea unei noi colecții de date specifice, tendință numită „colectează dacă poți”.

## Termeni înrudiți
Cuvântul informație este adesea redat, în mediul online, ca sinonim al cuvântului date și, de aceea, sintagma explozie informațională este strâns legată de conceptul numit inundație de date (sau potop de date). Uneori este folosită și expresia inundație de informații. Toate acestea se referă, de fapt, la cantitatea din ce în ce mai mare de date electronice schimbate pe unitate de timp. Conștientizarea imposibilității gestionării cantității de date a crescut odată cu apariția procesării din ce în ce mai puternică a datelor începând cu mijlocul anilor '60.

## Provocări
Deși abundența informațiilor poate fi benefică din anumite puncte de vedere, există și motive de îngrijorare, precum confidențialitatea, orientările legale și etice, filtrarea și acuratețea datelor. Filtrarea se referă la găsirea de informații utile în mijlocul atâtor date, fapt care reprezintă munca cercetătorilor de date. Filtrarea datelor (extragerea de cunoștințe din date) este necesară, de exemplu, în domeniul asistenței medicale, deoarece în următorii ani vor fi disponibile dosarele medicale electronice ale pacienților. Având atât de multe informații la dispoziție, medicii vor trebui să poată identifica tiparele și selecta datele importante pentru diagnosticul pacientului.  Pe de altă parte, potrivit unor experți, deținerea unui volum atât de mare de date publice face dificilă furnizarea de date anonime. Un alt aspect care trebuie luat în considerare este reprezentat de liniile directoare legale și etice, care se referă la cine va fi proprietarul datelor, cât de des va fi acesta obligat să le pună la dispoziție și pentru ce perioadă.  Într-un context în care există atât de multe surse de informare, o altă problemă va fi acuratețea acestor surse. O sursă necertificată poate fi contestată prin cererea unui nou set de date, fapt care ar provoca o repetare a informațiilor.  Edward Huth susține că accesibilitatea și costul acestor informații constituie, de asemenea, un punct de atenție. Rata de accesibilitate ar putea fi îmbunătățită fie prin reducerea costurilor, fie prin creșterea utilității informațiilor. Potrivit autorului, reducerea costurilor ar putea fi făcută de asociații, care ar trebui să evalueze informațiile relevante și să le colecteze într-un mod mai organizat.

## Servere web
În august 2005 existau peste 70 de milioane de servere web, în timp ce în septembrie 2007 numărul a crescul la peste 135 de milioane.

## Bloguri
Potrivit Technorati, numărul de bloguri se dublează la fiecare 6 luni (în aprilie 2006 existau 35,3 milioane de bloguri). Acest exemplu ilustrează o primă etapă a creșterii logistice, creșterea fiind aproximativ exponențială, întrucât blogurile reprezentau o inovație la momentul respectiv. Pe măsură ce numărul blogurilor se apropie de numărul posibililor producători, apare saturația, apoi declinul, iar, în cele din urmă, numărul blogurilor se stabilizează.